# Suger
Suger, francoski opat, politik, zgodovinar in vpliven pokrovitelj gotske arhitekture, (* okrog 1081, † 13. januar 1151). 

## Življenjepis
Suger je bil rojen v revni družini. Leta 1091 so ga poslali v šolo v bližnji samostan Saint-Denis de l'Estrée, kjer se je prvič srečal s francoskim kraljem Ludvikom VI. Od leta 1104 do 1106 je obiskoval neko drugo šolo, verjetno v opatiji Saint-Benoît-sur-Loire. Leta 1106 je v Saint-Denisu postal opatov tajnik, naslednje leto prošt v Bernevalu v Normandiji in leta 1109 prošt v Touryju. Leta 1118 ga je Ludvik VI. poslal na dvor papeža Gelazija II. v Maguelonne. Leta 1121 in 1122 je bil na dvoru Gelazijevega naslednika, papeža Kalista II.
Po povratku iz Italije je postal prior samostana Saint-Denis in tam ostal do leta 1127, ko je odšel na kraljev dvor. Na dvoru se je ukvarjal predvsem s posvetnimi zadevami kraljestva, v naslednjem desetletju pa se je posvetil reorganizaciji samostana Saint-Denis. Leta 1137 je spremljal bodočega kralja Ludvika VII. v Akvitanijo na poroko z Eleonoro Akvitansko. Med drugo križarsko vojno je bil eden od regentov kraljestva (1147-1149). Čeprav druge križarske vojne ni odobraval, je malo pred smrtjo začel pridigati za novo križarsko vojno. 
Suger je bil prijatelj in svetovalec kraljev Ludvika VI. in Ludvika VII.. Bil je odgovoren za kraljeve stike z mestnimi skupnostmi in si prizadeval za ureditev sodstva. Samostan Saint-Denis, ki je bil precej premožen,  je obogatil in polepšal z novo cerkvijo v zgodnjem gotskem slogu. Graditev samostana je obširno opisal v knjigah Liber de Rebus in Administratione sua Gestis, Libellus Alter de Consecratione Ecclesiae Sancti Dionysii in Ordinatio. 
Suger je postal največji zgodovinar svojega časa. Napisal je hvalnico Ludviku VI. (Vita Ludovici regis) in sodeloval pri pisanju verjetno najbolj nepristranske zgodovine Ludvika VII. (Historia gloriosi regis Ludovici). V knjigi Liber de rebus in administratione sua gestis in v njenem dodatku Libellus de consecratione ecclesiae S. Dionysii obravnava izboljšave, ki jih je naredil v Saint-Denisu, cerkvene zaklade in njeno prezidavo. 
Sugerjeva dela so dala menihom iz Saint-Denisa pridih zgodovine in vzpodbudila pisanje celega niza navidezno uradnih kronik.

## Glej  tudi
- Bazilika Saint-Denis